# Elegia (Fauré)
Élégie (en francès, Elegia), op. 24, va ser escrita pel compositor francès Gabriel Fauré l'any 1880, i es va publicar i estrenar el 1883. L'obra fou escrita inicialment per a violoncel i piano, si bé més tard el mateix Fauré en faria la versió per a orquestra. La peça comença amb una obertura trista i lúgubre per a avançar cap a un clímax intens a la secció central, abans de retornar al tema d'obertura.

## Composició
El 1880, després d'haver treballat en el seu Primer Quartet de Piano, Fauré va començar una sonata per a violoncel. Tal com era habitual en la seva forma de treball, va començar pel moviment lent de la sonata, que s'hauria presentat en públic al saló de Camille Sant-Saëns el juny de 1880. El moviment, com el quartet esmentat, està escrit en la tonalitat de Do menor. La resta de la sonata mai va ser escrita i aquest moviment lent va ser presentat com a peça sola sota el títol Élégie.

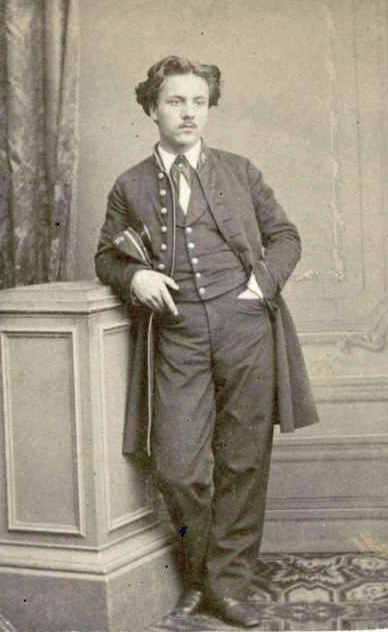
Un jove Gabriel Fauré

La primera presentació de l'obra amb el nou títol va ser a la Société Nationale de Musique el desembre de 1883 pel compositor i violoncelista Jules Loeb a qui Fauré va dedicadar la peça. Élégie va ser un gran èxit des del principi, i el director Édouard Colonne va demanar a Fauré una versió per a cello i orquestra que es va estrenar també a la Société Nationale l'abril de 1901, amb el violoncelista català Pau Casals com a solista i el mateix compositor com a director.

## Estructura Musical
La peça segueix una estructura en tres parts (A-B-A), en la qual el material musical del començament retorna en el tancament de la peça després d'una secció intermèdia de contrast. L'obertura és una melodia ombrívola. El cello suporta el material temàtic principal, amb el piano proporcionant un acompanyament d'harmonia variada. A la part intermèdia en tonalitat major el piano condueix el tema melòdic inicialment per a passar-lo al violoncel després. La secció central acaba amb un passatge contundent en el qual l piano i el violoncel intercanvien el tema. A la tercera part, quan retorna el tema del principi, es manté una dinàmica forta al començament que va cedint pas al caràcter ombrívol del principi. La versió orquestral de l'obra requereix dues flautes, dos oboès, dos clarinets, dos fagots, quatre trompes i cordes per acompanyar el violoncel·lista.
L'especialista en Fauré Jean-Michel Nectoux escriu que Élégie és "una de les últimes manifestacions del romanticisme musical francès. A partir d'ara la música de Fauré seria més introvertida i discreta."